# Clemis Daniel Kourieh
Klemens (imię świeckie Daniel Kourieh, ur. 1971 w Al-Kamiszli) – duchowny Syryjskiego Kościoła Ortodoksyjnego, od 2007 arcybiskup Bejrutu.

## Życiorys
12 marca 1995 został wyświęcony na diakona. Święcenia kapłańskie przyjął 24 listopada 1996. Sakrę biskupią otrzymał 18 lutego 2007.